# 10234 Sixtygarden
10234 Sixtygarden este o planetă minoră (asteroid), cu un diametru de 9,088 km, din centura de asteroizi. A fost descoperită pe 27 decembrie 1997 la Observatorul Kleť de Jana Tichá⁠(d) și a fost numită după Harvard–Smithsonian Center for Astrophysics. 
Obiectul prezintă o orbită caracterizată de o semiaxă mare de 2,9875158 UAi, o excentricitate de 0,067384, o înclinație de 10,5437 ° în raport cu ecliptica.